# ADMAR
ADMAR (Abgesetzte Darstellung von MADAP-Radardaten) ist eine Software, die für Behörden und Organisationen mit Sicherheitsaufgaben (BOS) zur Koordinierung und Kontrolle des Luftverkehrs verfügbar ist. Es war das Vorläufersystem von CIMACT.
ADMAR konnte die im europäischen Luftraum verfügbaren zivilen Radar-Trackdaten, Positionsdaten und Flugpläne verschiedener Datenquellen aufnehmen, IT-basiert verarbeiten, zu einem Luftlagebild zusammenfügen und mit ausgewählten Air-Traffic-Control-Funktionalitäten darstellen.

## Geschichte
ADMAR wurde im Auftrag des Bundesministeriums der Verteidigung von der Europäischen Organisation zur Sicherung der Luftfahrt (EUROCONTROL) entwickelt und ständig fortgeschrieben. Im Zusammenhang damit stehen die Vorläuferversionen ADKAR (Abgesetzte Darstellung von KARLDAP Radardaten) und GAME ((GEADGE (German Air Defence Ground Environment) / ADKAR Message Exchange)).

## ADMAR letzte Version
Mit der letzten Version ADMAR 2000 verfügte der Einsatzführungsdienst der Luftwaffe (EinsFüDstLw) erstmals über eine vom damaligen FüWES ARKONA unabhängige zweite Luftlage, die im Rahmen der Flugsicherheit als Backup-System bei der Kontrolle von Luftfahrzeugen Einsatzreife erlangte. MADAP (Maastricht Automatic Data Processing System) und KARLDAP (Karlsruhe Automatic Data Processing System) dienten als ADMAR Datenquellen.
Nutzung
ADMAR wurde ausschließlich für die Deutsche Luftwaffe entwickelt und wurde in den stationären Control and Reporting Centre (CRC) der Einsatzführungsbereiche eingesetzt. Weitere Nutzer waren das NLFZ SiLuRa, Luftwaffenamt, PCC, AFSBw und JG 71. Durch das IT-AmtBw wurde auch der Übergang zu CIMACT verfügt. Das Luftwaffenamt, später das Materialkommando der Luftwaffe und letztlich dann das WaSysKdo Lw, waren für das In-service Support Management verantwortlich.

## Funktionalität
Die bei Maastricht UAC bzw. im Bereich der DFS verfügbaren zivilen Radar Trackdaten wurden zu den ADMAR Nutzern übertragen und zu einem Luftlagebild zusammengefügt. Dort wurden auch die Flugpläne der Luftfahrzeuge mit den Tracks des Luftlagebildes verknüpft. ADMAR erfuhr zunehmend Akzeptanz und wurde für die Deutsche Luftwaffe letztlich unverzichtbar.

## Datentransfer
Der Datentransfer zu den ADMAR-Anwendungen erfolgte unmittelbar über EUROCONTROL MAASTRICHT UAC, DFS KAARLSRUHE oder Direktdatenanbindung zur nächsten Liegenschaft der DFS GmbH. Als Übertragungsmedium wurden X25 Datenkanäle, ISDN oder das AutoFüFmNLw verwendet. Aus Verfügbarkeitsgründen und zur Verbesserung der Überlebensfähigkeit erfolgte der Datentransfer von Sensordaten und Flugplandaten zum EinsFüDstLw getrennte über separate Datenanbindungen. Für Drittnutzer reichte in der Regel eine Datenanbindung aus. Durch das vergleichsweise geringe Luftverkehrsaufkommen waren zudem nur Datenraten bis 64 kbit/s zu erwarten. Datenanbindungen für den mobilen Einsatz waren nicht vorgesehen.

## Modellwechsel ADMAR - CIMACT
ADMAR hatte auch in der letzten Version noch Nachteile, die einen qualitativ neuen Ansatz im Gesamtdesign mit besonderem Nachdruck erforderten.
Beispiele für einige Nachteile:
- Die proprietäre Software war generell auf handelsüblicher Hardware (COTS) nicht lauffähig.
- Das ADMAR Map Drawing Tool war veraltet.
- Die Benutzerschnittstelle (HMI) beinhaltete gravierende Unterschiede zur zivilen Flugsicherung.
- Die Nutzerforderung für den mobilen Einsatz waren nicht erfüllbar.
- Fehlende Mode-S-Fähigkeit und eingeschränkte Funktionalität „Radar data Recording and Replay“ (RRR).

Seit 2003 waren zunehmend andere Länder, die NATO, BMVg und BMI sowie deutsche Behörden und Organisationen mit Sicherheitsauftrag an der Funktionalität von ADMAR interessiert. Zudem war ADMAR im EinsFüDstLw nach wie vor unverzichtbar. Deshalb waren die Weiterentwicklung, die Einbindung zusätzlicher Funktionalitäten und schlussendlich der Modellwechsel zu CIMACT alternativlos.